# Kwalifikacja prawna
Kwalifikacja prawna – ustalenie (w drodze tzw. subsumpcji) normy prawnej odnoszącej się do danego stanu faktycznego. Inaczej jest to przyporządkowanie czynu (sytuacji) określonemu przepisowi prawa. Kwalifikacja prawna jest podstawą do określenia sankcji – prawnych następstw danego czynu (sytuacji).
Kwalifikacja w prawie prywatnym międzynarodowym (kolizyjnym) to zespół czynności, które mają doprowadzić do ustalenia znaczenia i denotacji pojęć wchodzących w skład normy kolizyjnej. Wiąże się to bezpośrednio z ustaleniem prawa właściwego dla wykładni tychże pojęć (kwalifikacja sensu stricto). W kolizjonistyce można znaleźć kilka sposobów odnajdywania prawa właściwego dla dokonania kwalifikacji.
Może to być wykładnia zgodnie z prawem merytorycznym państwa legis fori. Oznacza to, że sąd, ustalając treść pojęć występujących w normach kolizyjnych, powinien stosować się według wskazówek występujących we własnym prawie merytorycznym. Ten sposób rodzi jednak problemy w chwili, gdy system prawny państwa, w którym prawo ma zostać zastosowane nie zna instytucji prawnej określonej danym pojęciem (terminem). Zwolennikami kwalifikacji według merytorycznej legis fori byli m.in. F. Kahn i E. Bartin.
W literaturze wskazuje się, że kwalifikacja może być przeprowadzana też zgodnie z prawem państwa wskazanego przez daną normę kolizyjną jako państwa, którego prawo merytoryczne w danym przypadku jest właściwe. Pociąga to ze sobą problem błędnego koła. Zwolennikami kwalifikacji według legis causae byli m.in. F. Despagnet i M. Wolff.
Wreszcie postuluje się, aby pojęcia kwalifikować w oparciu o autonomię systemu prawa kolizyjnego. Próby takie podejmował E. Rabel. W tej koncepcji kłopoty nie biorą się właściwie z błędów tkwiących w samej teorii, ale problemach związanych z budowaniem takiegoż autonomicznego systemu norm prawa prywatnego międzynarodowego.
Do tej ostatniej koncepcji, nawiązuje teoria kwalifikacji funkcjonalnej, nakazująca uwzględniać "międzynarodową funkcję rozgraniczającą" norm kolizyjnych.
Istnieje też sporo również koncepcji o polskim rodowodzie, których autorami byli m.in. Leon Babiński, Fryderyk Zoll i Kazimierz Przybyłowski. Według Przybyłowskiego decydująca jest wykładnia poszczególnych norm (połączenie teorii autonomicznej i teorii funkcjonalnej).
Polska ustawa Prawo prywatne międzynarodowe z 2011 roku nie rozstrzyga kwestii związanych z kwalifikacją.